# 尤氏腔吻鱈
尤氏腔吻鱈，為輻鰭魚綱鱈形目鼠尾鱈科的其中一種，分布於中西印度洋塞席爾群島海域，深度800-1900公尺，體長可達54.1公分，屬深海底棲性魚類，棲息在底層水域，生活習性不明。